# Cizur
Cizur település Spanyolországban, Navarra autonóm közösségben. Cizur Pamplona, Olza, Galar, Uterga, Legarda, Puente La Reina, Zabalza-Zabaltza, Etxauri és Zizur Mayor községekkel határos. Lakosainak száma 3940 fő (2024).

## Népesség
A település népessége az elmúlt években az alábbi módon változott:
| Lakosok száma | 1391 | 1744 | 2543 | 3110 | 3663 | 3796 | 3784 | 3888 | 3920 | 3940 |
|               | 2001 | 2004 | 2007 | 2009 | 2012 | 2014 | 2017 | 2019 | 2022 | 2024 |